# Chlorure de carbonatobis(éthylènediamine)cobalt(III)
Le chlorure de carbonatobis(éthylènediamine)cobalt(III) est un composé chimique de formule [CoCO3(en)2]Cl, où « en » est la notation habituelle pour le ligand bidenté éthylènediamine NH2CH2CH2NH2. Le complexe cationique a une géométrie octaédrique de symétrie C2. Il s'agit d'un solide rouge diamagnétique soluble dans l'eau. L'ion chlorure est susceptible d'échanges avec d'autres anions. On peut l'obtenir par oxydation d'un mélange de chlorure de cobalt(II) CoCl2, d'hydroxyde de lithium LiOH et d'éthylènediamine en présence de dioxyde de carbone CO2 :
CoCl2 + 2 en + CO2 + 1⁄2 H2O2 + LiOH ⟶ [CoCO3(en)2]Cl + H2O + LiCl.
Le ligand carbonate est facilement remplacé par hydrolyse acide. On connaît plusieurs dérivés, comme les isomères cis- et trans-[CoCl2(en)2]+, cis-[Co(OH)(H2O)3(en)2]2+, cis-[Co(OH2)2(en)2]+ et cis-[Co(NO2)2(en)2]+. La réaction avec l'acide trifluorométhanesulfonique CF3SO3H, abrégé HOTf, donne le complexe [Co(OTf)2(en)2]OTf.